# Warriors Of The World
Warriors Of The World es el noveno álbum de la banda de heavy metal estadounidense Manowar, lanzado el 4 de junio del 2002 bajo el sello discográfico de Nuclear Blast y con una duración de 47:58 minutos. Entre la variedad de sus canciones, hay tributos a Richard Wagner, Pavarotti o Elvis Presley.[cita requerida] La portada es un diseño original de Ken Kelly.

## Análisis
Warriors Of the World obtuvo críticas por parte de sus fanes por la falta de pureza en los primeros cortes, llegando a confundir el “The March” con un sonido "MIDI" que no sigue los esquemas de su música.[cita requerida]
En “Nessu Dorma”, versión de la conocida aria italiana de Giacomo Puccini, Eric Adams demuestra sus grandes dotes como vocalista y se la dedica a su madre, que murió el año anterior a la publicación del disco.
Según los críticos, no será hasta el corte 8.º donde comience el verdadero sonido al que Manowar tiene acostumbrado a sus fanes, y es en “Warriors of the World United” donde demuestran la potencia y limpieza propias, convirtiéndola en un verdadero himno del metal.[cita requerida] El disco pasará a la historia por esta canción.[cita requerida] En lo poco que queda de grabación nos encontramos con los esquemas de siempre y que les han hecho tan populares: rapidez, potencia y crudeza unidas en un contexto épico.

## Lista de canciones
| N.º | Título                         | Duración |  |
| 1.  | «Call to Arms»                 | 5:29     |  |
| 2.  | «The Fight for Freedom»        | 4:26     |  |
| 3.  | «Nessun Dorma»                 | 3:29     |  |
| 4.  | «Valhalla»                     | 0:32     |  |
| 5.  | «Swords in the Wind»           | 5:10     |  |
| 6.  | «An American Trilogy»          | 4:20     |  |
| 7.  | «The March»                    | 3:56     |  |
| 8.  | «Warriors of the World United» | 5:56     |  |
| 9.  | «Hand Of Doom»                 | 5:49     |  |
| 10. | «House Of Death»               | 4:19     |  |
| 11. | «Fight Until We Die»           | 4:00     |  |

## Integrantes
- Eric Adams - Voz
- Joey DeMaio - Bajo, Piano
- Karl Logan - Guitarra, Piano
- Scott Columbus - Batería